# Église Saint-Adalbert de Philadelphie
L'église Saint-Adalbert est une église catholique située dans la ville de Philadelphie en Pennsylvanie, construite pour les immigrés polonais dans le style gothique polonais. Elle se trouve dans le quartier de Port Richmond au no 2645 E. Allegheny Avenue (au coin de l'Allegheny Avenue et de la Thompson Street).

## Historique
Avant la construction, les Polonais se réunissaient dans la crypte de l'église Notre-Dame-Secours-des-Chrétiens qui desservait les germanophones, située à côté à Gaul Street.
L'église a été fondée en novembre 1903, et terminée en 1909, afin de servir la grande communauté immigrée polonaise de Philadelphie qui habitait à Port Richmond. Les fonds pour la construction ont été réunis par les familles elles-mêmes, dont celle d'Andrew Bogielczyk qui possédait une épicerie au no 2421 Allegheny Avenue, lieu de rencontre de la communauté polonaise et qui fit don des premiers 25 000 $ nécessaires au démarrage de la construction.  L'abbé Monkiewicz fut nommé le premier curé de la paroisse et y servit jusqu'à sa mort survenue le 3 juin 1946.
La messe était célébrée comme partout ailleurs en latin, tandis que le sermon et les activités pastorales étaient en polonais. Aujourd'hui, la liturgie et toutes les activités pastorales sont en anglais, mais une des messes matinales du dimanche est encore célébrée moitié en polonais moitié en anglais.

## École St. Adalbert
La paroisse ouvre dès ses débuts une école paroissiale, la St. Adalbert School, près de l'église. Les frais de scolarité mensuels étaient minimes : cinquante cents pour le premier enfant, vingt-cinq pour le deuxième et à partir du troisième, il n'y avait aucuns frais. En même temps, les parents payaient un denier du culte annuel, en tant que paroissiens de Saint-Adalbert. Les livres et les fournitures scolaires étaient payés par les parents, mais pouvaient être transmis ensuite aux écoliers plus jeunes.
Il y avait huit classes d'âge pour le primaire. La plupart des cours étaient en polonais au début et surtout le catéchisme et les études bibliques. Rapidement l'anglais est introduit dans les matières profanes. Les leçons étaient données par les religieuses de la congrégation de la Sainte-Famille-de-Nazareth qui portaient une longue tenue noire et un long voile noir descendant en bas du dos et avec un col blanc et un grand plastron blanc amidonné. Elles portaient aussi un grand crucifix de métal sur le devant et un rosaire noir au côté. Les classes - mixtes - comportaient jusqu'à cinquante écoliers. Dans les années 1930, l'enseignement en anglais devient prépondérant.
Aujourd'hui, les institutrices sont laïques et l'école se nomme Our Lady of Port Richmond Regional School.

## Source
- (en) Cet article est partiellement ou en totalité issu de l’article de Wikipédia en anglais intitulé « St. Adalbert in Philadelphia » (voir la liste des auteurs).